# 稻草人 (漫画)
稻草人（英語：Scarecrow）是一個虛構人物，一位出現在DC漫畫公司出品的漫畫書中的超級反派。這個角色第一次出現在《世界上最好的漫画》第3期（1941年秋季），由鮑勃·凱恩和比爾·芬格創建。稻草人現已成為蝙蝠俠陳列櫥的一員。稻草人已然出現在其他DC漫畫支持的產品，如故事片、電子遊戲、動畫電視節目，以及出售的商品如可動玩偶。
在2009年，稻草人被評為IGN的第58大漫畫書裡的反派角色。愛爾蘭演員希里安·墨菲在克里斯托弗·諾蘭的《黑暗騎士三部曲》中飾演並描繪了稻草人的角色。

## 人物
稻草人原名是強納森·克萊恩博士（Dr. Jonathan Crane），是一位傑出的心理學家，且使用多種藥物和利用心理戰術，使他的對手害怕與恐懼。
雖然他只曾兩次出現在漫畫的黃金時代，而這個角色在漫畫的白銀時代卻再度被發揚光大於蝙蝠俠第189期刊（1967年2月）由作家加德納·福克斯和謝爾登·莫爾德奧夫創作，並且已經成為了一個蝙蝠俠的主要反派。
最初的稻草人只是一個膽小、且欺善怕惡的二流反派。隨著時間增長，稻草人的人氣逐漸提升，才奠定了他成為蝙蝠俠經典宿敵之一的地位。

### 經歷
強納森·克萊恩因為體型高瘦、手腳纖細，在學校常被他人欺負，並被取了個「稻草人」的綽號，但實際上心胸狹窄、又特別記仇的強納森把一切都記在心上，並發誓要讓所有聽見稻草人這名號的人都為之顫抖，於是他努力研究和害怕、恐懼相關的心理學，希望能從中了解恐懼的機制。
強納森的天才頭腦和他不懈的努力使他在這方面獲得了極大的成功，並成為了在學術界極有名氣的教授，他獲得了高譚大學的一個職位，在其中教授心理學。可是在私底下，強納森偷偷的在學校中進行非法的人體實驗，學校發現後便將他解雇，懷恨在心的他於是就決定用自己研發出的恐懼瓦斯報復、控制學校內的當權者好復職，他將自己打扮成了稻草人的模樣發動行動後，被蝙蝠俠阻止。
之後的稻草人行為就越來越瘋狂，他迫切的想讓所有人理解他對恐懼的解讀，於是他常策畫許多恐怖攻擊行動，而為了研發出更多不同的恐懼瓦斯或毒劑，他開始四處犯罪來籌措資金、收集器材，慢慢得成為了高譚市中一個無可忽視的人物。

## 能力
稻草人最主要的武器的就是他所研發的恐懼瓦斯，它可以讓人們心中所深藏、心底最害怕的事物浮上心頭，或是讓人害怕起原本不曾害怕的事物。除了造成強烈的恐懼外，也會引起強烈的幻覺。雖然被稱為瓦斯，但實際上除了可以製成氣體讓人防不勝防外，也能直接做成液體來塗抹在飛鏢上，或是直接注射來加速發作的時間。不過恐懼瓦斯對小丑和毒藤女無效，身為研發者的稻草人也從開始時會被蝙蝠俠拿過來反制，到了後面的劇情已漸漸變得對自己無效。
稻草人本身就是一名心理學的權威，他很擅長進行心理戰來找尋對手的弱點與用言語影響他人的行動。
稻草人雖然常利用恐懼瓦斯和他邪惡的智慧與學識來犯案，但實際上他很擅長使用鐮刀展開近身戰鬥。

## 其他媒體

### 電視劇
- 《The Batman/Superman Hour》：配音員為Ted Knight。於插曲「The Great Scarecrow Scare」中出現。
- 《The Super Powers Team: Galactic Guardians》：配音員為唐·梅西克。劇中他聲音沙啞，且似乎為雷克斯·路瑟的末日軍團的一員。
- 《蝙蝠俠：動畫系列》：配音員為Andre Stojka。於插曲「The Fear」中出現。
- 《蝙蝠俠新冒險》：配音員為傑佛里·康比斯。於插曲「Never Fear」中出現。
- 《正義聯盟無限版》：人物並未登場。據布鲁斯·蒂姆說法，稻草人是為了擴充Secret Society成員的角色，但後來因故而沒有出現。
- 《蝙蝠俠智勇悍將》：配音員為迪伊·布拉德利·貝克。於插曲「Trials of the Demon」和「Night of the Huntress」中出現。
- 《高譚市》：由查理·特翰飾演。
- 《泰坦》：由文森特·卡塞瑟飾演。

### 電影
- 《Batman Triumphant》：稻草人計劃於第五部蝙蝠俠系列電影中登場。演員尼可拉斯·凱吉、史蒂夫·布西密和傑夫·高布倫都是最有可能飾演此角色的候選人[1][2]。且還會和由歌手麥當娜所飾演的哈利·奎恩一同出現，而稻草人的恐懼氣體是為了復活由傑克·尼科爾森在第一部電影中所演的小丑。然而，由於第四部的《蝙蝠俠與羅賓》獲得了近乎負面的評價，因此《Batman Triumphant》被取消，而專營權被提上沉寂了八年之久[3]。

電影《蝙蝠俠：開戰時刻》中的稻草人，由基利安·墨菲飾演

- 《蝙蝠俠：開戰時刻》：由基利安·墨菲飾演稻草人。是唯一一個出現於全三部曲中的反派，此版本的稻草人以自製的麻布面具作為防毒面具。一位精神科醫生，經營阿卡漢精神病院，亦和高譚市地下老大佛康尼和忍者大師暗中勾結。最後將毒擴散全市的危機解除後，克萊恩則趁亂逃走。
- 《黑暗騎士》：同由基利安·墨菲飾演稻草人。客串登場。上次事件過後，克萊恩仍逍遙法外，他私下在黑市販賣自己的毒藥，在和黑幫老大面談時，被蝙蝠俠現身阻止，使他和冒用蝙蝠俠之名的人一同被警方逮捕。
- 《黑暗騎士：黎明昇起》：同由基利安·墨菲飾演稻草人。因班恩的緣故使高譚市陷入無政府狀態時，他也和其他犯人一起放了出來，克萊恩主持了量刑聽證會，來決定有錢人和高官等人是要流放或死刑。最後雖然並無表示稻草人的下場，但可假設他是被警察圍捕的犯人之一。
- 《蝙蝠俠：高譚騎士》：配音員為科里·伯頓。
- 《正義聯盟：末日審判》：人物並未登場。曾被蝙蝠俠短暫提及。
- 《蝙蝠俠：血濺亞克漢》：配音員為克里斯汀·蘭茲。短暫登場。
- 《樂高蝙蝠俠電影》：配音員為傑森·曼托克斯。

### 電子遊戲
- 《蝙蝠俠：開戰時刻》：配音員為基利安·墨菲。
- 《樂高蝙蝠俠》：配音員為戴夫·維滕貝格。
- 《蝙蝠俠智勇悍將》：在當中稻草人是作為一個BOSS登場。
- 《樂高蝙蝠俠2：DC超級英雄》：配音員為諾蘭·諾斯（Nolan North）。
- 《超級英雄：武力對決》：在阿卡漢精神病院場景和蝙蝠俠的星辰實驗室任務登場。
- 《超級英雄：武力對決2》：玩家可使用角色之一，配音員為羅伯特·英格蘭。

#### 蝙蝠俠：阿卡漢
- 《蝙蝠俠：阿卡姆瘋人院》：為蝙蝠俠的敵人之一，配音員為迪諾·安德拉德。稻草人在遊戲中有三次讓蝙蝠俠吸入恐懼氣體，讓他困在了頭腦戰之中。
- 《蝙蝠俠：阿卡漢城市》：人物並未在遊戲中登場，但遊戲裏包含了多個關於稻草人的彩蛋。
  - 蝙蝠俠利用解碼器搜索頻率時，可以從一個跟數字有關的頻率中、用英文字母表拼出：“蝙蝠俠，我會再回來的！”、“你會對我所做的事情付出代價！”、“恐懼將會粉碎整座高譚市！”。
  - 於靠近工業區的一艘船上，玩家可以靠解碼器、站在通往地下的門口拼出密碼“恐懼之都”（City of Terror）進入稻草人曾經藏身的實驗室。裏面坐著一位遭稻草人做實驗過的小丑黨羽，而在旁邊還可以找到一張運貨表格，上面寫著寄給「J·克萊恩」，這也是稻草人的本名「強納森·克萊恩」。
  - 玩家可以在通往工業區的橋上發現稻草人在上一集使用的面具。
  - 在武裝直升機轟炸城市時，一個疑似稻草人的黨羽死在工業區的碼頭口。
- 《蝙蝠俠：阿卡漢騎士》：為遊戲的主要反派，配音員為約翰·諾伯。